# Matteo Ripa
Matteo Ripa, né à Eboli (Campanie) le 29 mars 1682 et mort à Naples le 29 mars 1746, est un missionnaire italien, également peintre, graveur et cartographe.

## Biographie
Matteo Ripa séjourna de 1710 à 1723 à la cour de l'empereur de Chine Kangxi et a laissé des Mémoires accompagnés de planches gravées qui sont un intéressant témoignage sur la civilisation chinoise de cette époque. 
Après son retour, il a fondé à Naples le « Collège des Chinois » (Collegio dei Cinesi), devenu par la suite l'Institut universitaire oriental (aujourd'hui intégré dans l'Université de Naples « L'Orientale »).